# Günther Fritz
Günther Fritz (Vaduz, 1956. július 20.–) liechtensteini újságíró, politikus, 2015 óta az Anyaországi Unió elnöke.

## Élete
1990 novemberétől 2015-ig Fritz a Liechtensteiner Vaterlandnál dolgozott, először politikai szerkesztőként, majd 1995-től főszerkesztőként. A VU pártkonferenciáján, 2015. november 13-án Jakob Büchel pártelnök utódjának választották. Fritz pártelnökké választásával lemondott főszerkesztői posztjáról.  Az új főszerkesztő Patrik Schädler lett.
Fritz a Vaduzi Médiavállalat igazgatótanácsának tagja. 1985-ben vette feleségül Andrea Fritz-Wohlwendet. Három gyermekük van, egy lány és két fiú. A család 1995 óta Schellenbergben él.

## Fordítás
Ez a szócikk részben vagy egészben  a   Günther Fritz című német Wikipédia-szócikk fordításán alapul.  Az eredeti cikk szerkesztőit annak laptörténete sorolja fel. Ez a jelzés csupán a megfogalmazás eredetét és a szerzői jogokat jelzi, nem szolgál a cikkben szereplő információk forrásmegjelöléseként.